# Nieuwe Waalse Kerk

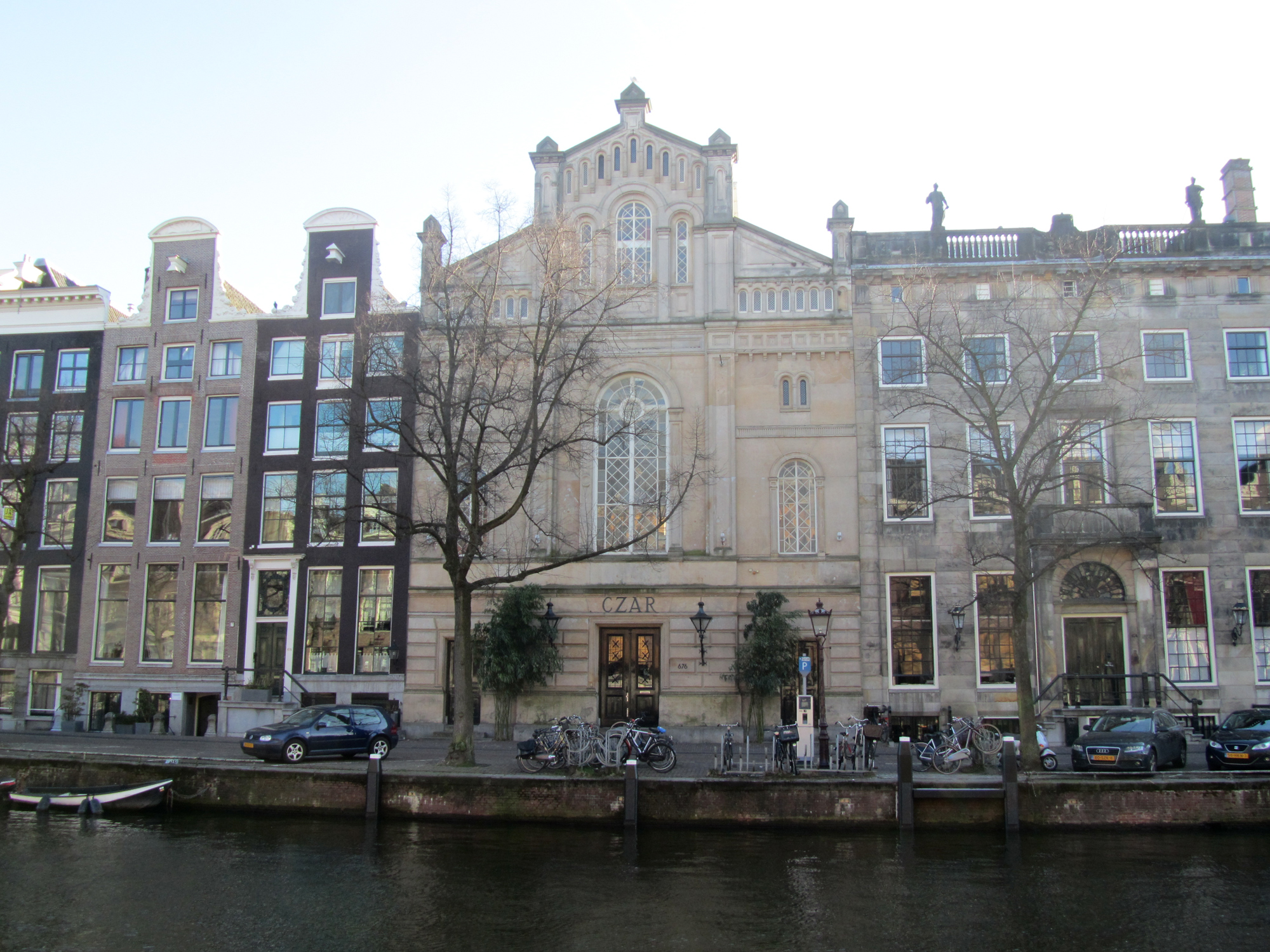
De Nieuwe Waalse Kerk

De Nieuwe Waalse Kerk is een 19e-eeuws kerkgebouw aan Keizersgracht 676 in Amsterdam. Het gebouw is aangewezen als rijksmonument. De kerk is een zeldzaam voorbeeld van neoromaanse architectuur in Amsterdam.

## Beschrijving
De architect A.N. Godefroy was een voorstander van het eclecticisme, en dat is terug te zien in het gebouw. Het is een mengeling van verschillende stijlen: neoclassicisme (een gevel van natuursteen met een basement van rustica) en neoromaanse architectuur (de kleine ronde vensternissen en het boogfries langs de dakrand). Ook mengde Godefroy traditionele stijlen met destijds vernieuwende technieken en materiaalkeuzes. De klapstoeltjes in de kerk bijvoorbeeld hadden een houtnerftextuur, maar waren in werkelijkheid van gietijzer. Ook voor de kolommen die de galerijen ondersteunen maakte Godefroy gebruik van gietijzer.
De symmetrische gevel heeft een basement en hoge rondboogvensters. De top van de gevel heeft vijf torentjes. De gevel wordt in vlakken opgedeeld door waterlijsten (horizontaal) en lisenen (verticaal).

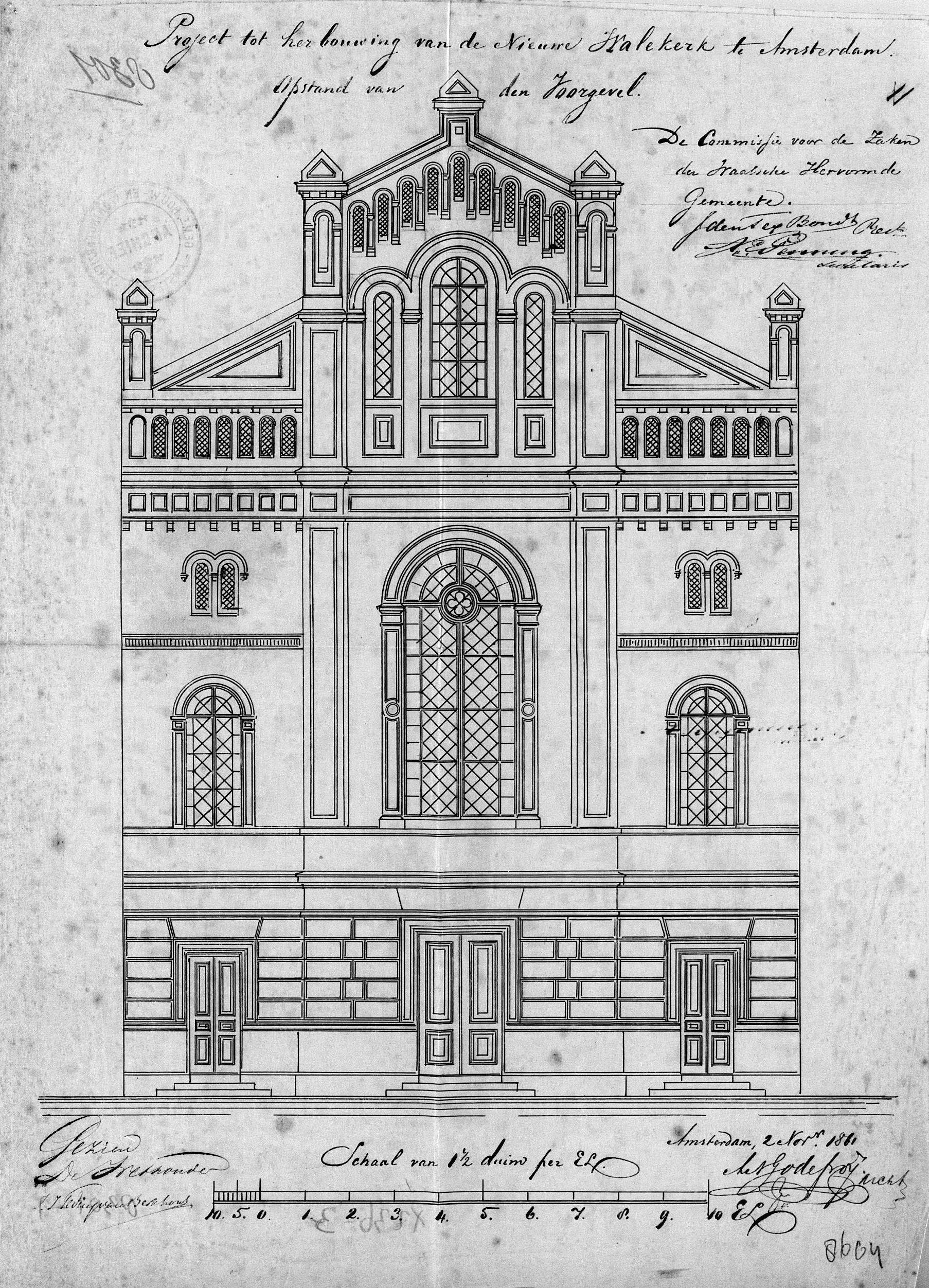
Gevelontwerp door A.N. Godefroy

De kerk zelf bestaat uit een rechthoekige zaal met galerijen aan weerszijden, steunend op gietijzeren kolommen. De muren werden door Godefroy voorzien van pilasters en rondboognissen. Toen de kerk eind 20e eeuw een nieuwe bestemming kreeg, is een verdieping ingebouwd.
De preekstoel en balustrade daarboven zijn van latere datum, rond 1910, en zijn mogelijk ontworpen door Karel de Bazel.

## Geschiedenis
Door de groeiende groep hugenoten in Amsterdam werd de bestaande Waalse Kerk aan de Oudezijds Achterburgwal te klein om alle gelovigen te herbergen. Al in 1719 opende de Waalse gemeente een tweede kerk, de Nieuwe Waalse Kerk of Petite Eglise genoemd, in een oude klokkengieterij aan de Prinsengracht, op de hoek met het Molenpad. Hierna werd de Waalse Kerk ter onderscheid ook wel Oude Waalse Kerk genoemd. De nieuwe kerk werd echter in 1808 bij koninklijk besluit gesloten, net als veel andere Waalse kerken in Nederland.
In 1841 kocht de Waalse gemeente een uit 1671 stammend grachtenpand aan Keizersgracht 676, ontworpen door Adriaan Dortsman, met de bedoeling het af te breken en te vervangen met een nieuw kerkgebouw. Het duurde echter tot 1854 voordat de bouw van de kerk op deze locatie begon. In 1856 was de eerste kerkdienst in de Nieuwe Waalse Kerk.
De kerk werd oorspronkelijk verlicht door middel van gasluchters, een destijds nieuw verlichtingssysteem dat het mogelijk maakte om alle lampen tegelijkertijd aan te steken.
In 1861 brak er brand uit in de Nieuwe Waalse Kerk, waarbij de kap instortte en het interieur grotendeels verloren ging. Hierna werd de kerk hersteld onder leiding van architect Godefroy. De gietijzeren stoeltjes overleefden de brand.
Het gebouw kreeg in 1989 een nieuwe bestemming als kunstcentrum Artemis, waarbij een nieuwe verdieping ingebouwd werd voor dans- en muziekstudio's. Anno 2012 is het in gebruik als bedrijfsruimte door een reclameproductiebedrijf.
In 2001 werd de kerk aangewezen als rijksmonument.
- MusicBrainz: a503b0c3-c1f9-49e1-ae6d-15f699e7e156
- Rijksmonument: 518336